# Protocolli di Alma-Ata

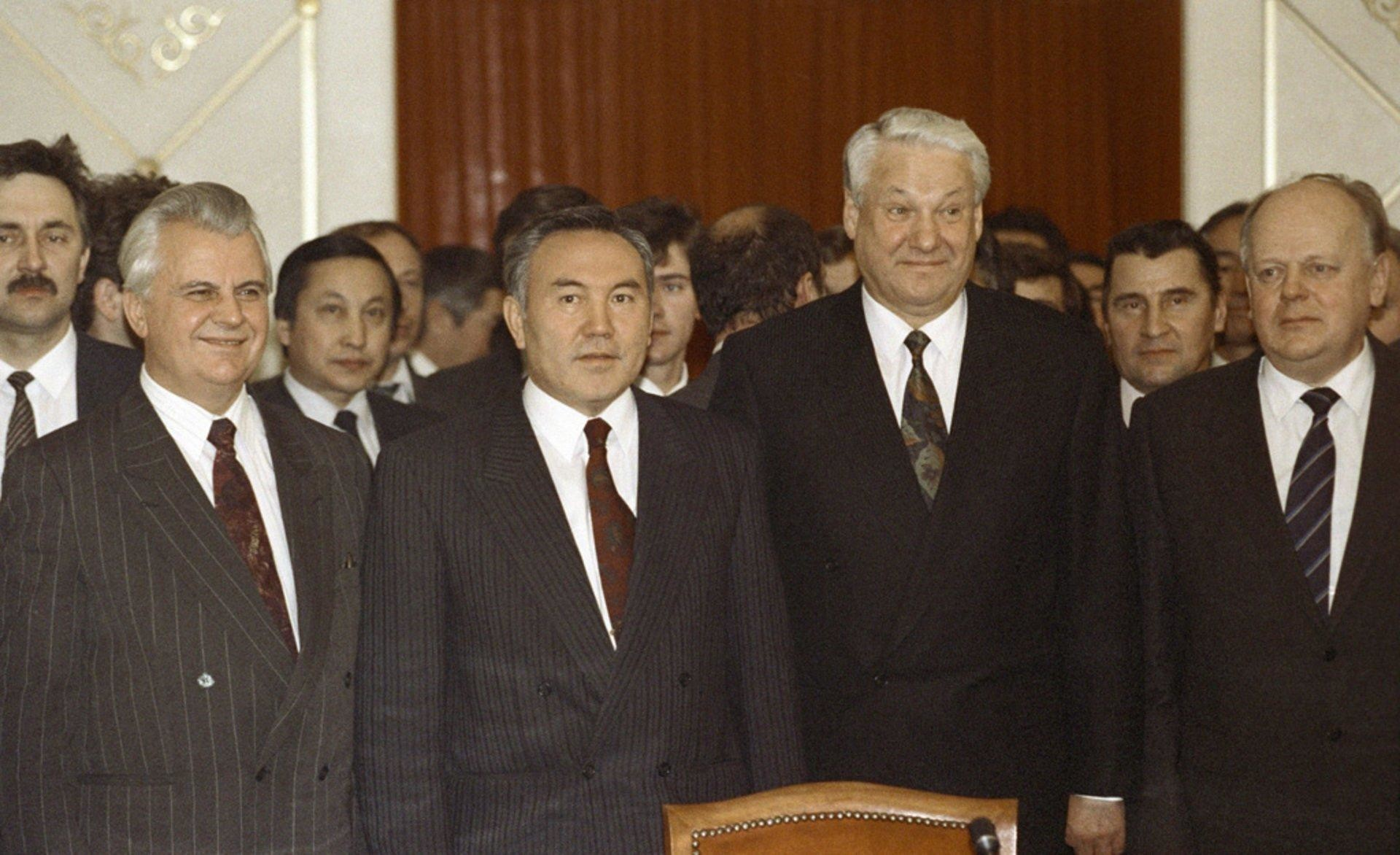
Da sinistra, il presidente ucraino Kravčuk, il presidente kazako Nazarbaev, il presidente russo El'cin e il capo del Soviet Supremo della Bielorussia Šuškevič, dopo la firma del protocollo di istituzione della CSI.

I protocolli di Alma-Ata (in russo Алма-Атинская декларация), noti anche come dichiarazione di Alma-Ata, sono una serie di trattati in materia di diritto internazionale che rappresentano le dichiarazioni e i principi di fondazione della Comunità degli Stati Indipendenti (CSI). Essi furono sottoscritti nella città kazaka di Alma-Ata (ora Almaty) il 21 dicembre 1991 da Moldavia, Azerbaigian, Armenia, Kazakistan, Kirghizistan, Tagikistan, Turkmenistan e Uzbekistan.
La sottoscrizione dei protocolli seguì l'accordo di Belaveža dell'8 dicembre 1991, con il quale Bielorussia, Russia e Ucraina avevano di fatto sancito la cessazione dell'Unione Sovietica come soggetto di diritto internazionale. La Georgia aderì alla CSI successivamente, il 3 dicembre 1993, per poi uscirne il 12 giugno 2009 come conseguenza all'intervento militare russo nell'ambito della seconda guerra in Ossezia del Sud.
Delle repubbliche facenti parte della ex-Unione Sovietica, soltanto le tre repubbliche baltiche non aderirono alla confederazione, ormai avviate verso l'indipendenza e l'avvicinamento alle politiche occidentali.